# Дисипативна функція
Дисипативна функція (функція розсіювання) — функція, що вводиться для врахування переходу енергії впорядкованого руху в енергію невпорядкованого руху, зрештою — в теплову (такий перехід, наприклад, відбувається внаслідок впливу на механічну систему сил в'язкого тертя).
Поняття про дисипативну функцію ввів у механіку 1878 року Релей, тому нерідко використовують її розгорнуту назву: дисипативна функція Релея.
Дисипативна функція характеризує швидкість спадання (розсіювання) механічної енергії системи і має розмірність потужності. Дисипативна функція, поділена на абсолютну температуру, визначає швидкість, з якою зростає ентропія в системі (т. зв. виробництво ентропії).

## Застосування поняття
Поняття про дисипативну функцію використовується під час вивчення руху дисипативних систем, зокрема — для врахування впливу опорів на малі коливання системи поблизу її положення рівноваги, для вивчення згасання коливань у пружному середовищі, для врахування теплових втрат під час згасання коливань електричного струму в системі контурів. З урахуванням дисипації рівняння Лагранжа записують як
{\displaystyle {\frac {\partial L}{\partial x}}-{\frac {\mathrm {d} }{\mathrm {d} t}}{\frac {\partial L}{\partial {\dot {x}}}}={\frac {\partial F}{\partial {\dot {x}}}},}
де L — функція Лагранжа, {\displaystyle x} і {\displaystyle {\dot {x}}} — узагальнені координати та їх похідні за часом, F — дисипативна функція.